# Lithophane rhizolitha
Lithophane rhizolitha är en fjärilsart som beskrevs av Fabricius 1776. Lithophane rhizolitha ingår i släktet Lithophane och familjen nattflyn. Inga underarter finns listade i Catalogue of Life.